# Теория на Дау
Тео́рията на Да́у (на английски: Dow Theory) е теория, описваща поведението на цените на акциите и индексите Дау Джонс (промишлен и транспортен) с течение на времето. В основата на теорията е серия от публикации на Чарлз Дау (Charles H. Dow, 1851-1902), американски журналист, първи редактор на вестник „Wall Street Journal“ и един от основателите на компанията „Dow Jones and Co“. След смъртта на Дау теорията била разработена от Уилям Хамилтън (William P. Hamilton), Чарлз Ри (Charles Rhea) и Джордж Шефер (George Schaefer) и наречена „теория на Дау“. Самият Дау не е използвал този термин.
Теорията на Дау лежи в основата на техническия анализ.